# Plataea uncanaria
Plataea uncanaria là một loài bướm đêm trong họ Geometridae.